# Velipoja
Velipoja (albanska: Velipojë med böjningsformen Velipoja) är en stad i Shkodër distrikt, Albanien. Staden hade 1 200 bofasta invånare år 2007. Under sommarhalvåret ökar stadens befolkning kraftigt på grund av de turister som söker sig dit. Hela samhället har på en yta av 72,4 km² och 8 545 invånare. 

## Geografi
Velipoja ligger vid Bunaflodens mynning till Adriatiska havet nära gränsen mot Montenegro. Velipojas kommun har drygt 8 000 invånare, utspridda över flera mindre bosättningar, där den största är Velipoja. Orten är omgiven av flera sjöar och floder. I regionen finns även ett naturreservat. I öster rinner floden genom det bergslandskap som separerar Velipoja från Shëngjin. 

## Kultur
I området finns många små hotell och gästhus. I Velipoja ligger en marknad, där lokala jordbruksarbetare säljer sina produkter. Det finns även ett kyrkligt sponsrat dagis, flera grundskolor, två realskolor och ett gymnasium i orten. Från staden kommer fotbollsklubben KS Ada Velipoja, som spelar sina hemmamatcher på en fotbollsplan i staden Velipoja.  